# پوپنهاوزن (هسن)
پوپنهاوزن (به آلمانی: Poppenhausen) یک شهر در آلمان است که در فولدا واقع شده‌است.